# Synagoga w Czarnkowie
Synagoga w Czarnkowie – synagoga została wybudowana około 1878/1879 roku. Na przełomie lat 1939/1940 została rozebrana przez hitlerowców. Po II wojnie światowej wykorzystano fundamenty boźnicy jako zbiornik przeciwpożarowy, po budowie w latach 60. XX wieku wodociągów miejskich obiekt ten wykorzystano do adaptacji na szalet publiczny. Świątynia mieściła się na Placu Bartoszka.